# Battle Chess
Battle Chess es un videojuego de ajedrez para ordenador en el cual las piezas están representadas por figuras realistas que vuelven a la vida cuando se mueven o atacan. Fue lanzado por primera vez en 1988 para el ordenador Commodore Amiga por Interplay y posteriormente en otras plataformas.
El juego consta de 10 niveles de dificultad, una base de datos de 30,000 movimientos diferentes (excepto en las versiones para Commodore 64 y Apple II) y 35 animaciones para las batallas. Se puede jugar también en modo 2D sin animaciones.
Además de jugar contra la inteligencia artificial también se puede competir contra un oponente humano, ya sea en modo hotseat en un mismo ordenador, o en null módem y red local en diferentes ordenadores, en algunas versiones.
Existen varias secuelas, en 1991 se lanzó Battle Chess Enchanced para DOS con gráficos VGA y música clásica en formato CD-ROM. Ese mismo año también se lanzó Battle Chess II: Chinesse Chess, basado en el juego Xiangqi también conocido como ajedrez chino. El año siguiente se lanzó Battle Chess 4000 que incluye guiños a películas y series de ciencia ficción.
En 2010 Interplay denunció a TopWare Interactive por violación de copyright por el juego Battle VS Chess y por ello se ha impedido comercializar este juego en el mercado estadounidense. El juicio está programado para 2012.
El juego aparece en la película de 1992 Knight Moves protagonizada por Christopher Lambert y Diane Lane, que trata sobre un maestro del ajedrez acusado de varios asesinatos.
Battle Chess: Game of Kings, la nueva versión del videojuego de ajedrez en 3D fue lanzado el 11 de diciembre de 2015, pero solo para las versiones de Microsoft Windows en instalar en CD-ROM en DVD en computadoras y portátiles.